# Verteidigung der Chinesischen Mauer
Die Verteidigung der Chinesischen Mauer (Chinesisch 长城抗战 / 長城抗戰; Pinyin Chángchéng Kàngzhàn), in Japan bekannt als Operation Nekka (japanisch 熱河作戰), war eine Verteidigungsoperation der Republik China gegen die Armeen des Kaiserreichs Japan. Sie dauerte vom 1. Januar bis zum 31. Mai 1933. Die Schlachten fanden vor dem Zweiten Japanisch-Chinesischen Krieg und nach der Mandschurei-Krise statt.
Während des Feldzugs eroberte Japan erfolgreich die innermongolische Provinz Rehe vom chinesischen Kriegsherrn Zhang Xueliang und gliederte sie in den neu geschaffenen Staat Mandschukuo ein, dessen Südgrenze somit bis zur Chinesischen Mauer verlängert wurde.

## Schlacht am Shanhai-Pass
Gemäß den Bedingungen des Abkommens über den Boxeraufstand von 1901 unterhielt die kaiserliche japanische Armee eine kleine Garnison von etwa 200 Mann in Shanhaiguan. Shanhaiguan ist das befestigte östliche Ende der Chinesischen Mauer, wo die Chinesische Mauer auf den Pazifischen Ozean trifft. In der Nacht zum 1. Januar 1933 inszenierte der japanische Garnisonskommandant einen „Zwischenfall“, indem er einige Handgranaten explodieren ließ und einige Schüsse abfeuerte. Die Kwantung-Armee benutzte dies als Vorwand, um zu verlangen, dass das chinesische 626. Regiment der Nordostarmee, das Shanhaiguan bewacht, die Passverteidigung evakuiert.
Als die chinesische Garnison sich weigerte, stellte die japanische 8. Division ein Ultimatum und griff dann den Pass mit gepanzerten Zügen und 10 Panzern an. Der japanische Angriff wurde durch Luftunterstützung von Bombern und durch Beschuss durch Kriegsschiffe der kaiserlichen japanischen Marine mit einem Dutzend Kriegsschiffen vor der Küste unterstützt. Am 3. Januar musste der chinesische Regimentskommandant Shi Shian, der diesem Angriff nicht standhalten konnte, seine Stellungen verlassen, nachdem er die Hälfte seiner Streitkräfte verloren hatte.

## Schlacht von Rehe
Die Provinz Rehe an der Nordseite der Chinesischen Mauer war das nächste Ziel. Die japanische Armee erklärte die Provinz historisch zu einem Teil der Mandschurei und hoffte zunächst, sie durch einen Überfall von General Tang Yulin für Mandschukuo zu sichern. Als dies scheiterte, wurde die militärische Option in die Tat umgesetzt. Der Stabschef der japanischen Armee beantragte Kaiser Hirohitos Genehmigung für die „strategische Operation“ gegen die chinesischen Streitkräfte in Rehe. In der Hoffnung, dass dies die letzte Operation der Armee in der Region sei und dass die Angelegenheit der Mandschurei ein Ende haben würde, stimmte der Kaiser zu, erklärte jedoch ausdrücklich, dass die Armee nicht über die Chinesische Mauer hinausgehen dürfe. Am 23. Februar 1933 wurde die Offensive gestartet. Am 25. Februar wurden Chaoyang und Kailu eingenommen. Am 2. März stieß die japanische 4. Kavallerie-Brigade auf Widerstand der Streitkräfte von Sun Dianying und nahm nach tagelangen Kämpfen Chifeng ein. Am 4. März eroberte die japanische Kavallerie Chengde, die Hauptstadt von Rehe.
Die 32. Armee unter Wan Fulin, die 29. Armee unter General Song Zheyuan, die 37. Division unter Zhang Zuoxiang und die 25. Division unter General Guan Linzheng zogen sich von Rehe zurück.
Am 4. März gelang es der 139. Division der 32. KMT-Armee, den Lengkou-Pass zu halten, und am 7. März widerstand die 67. KMT-Armee den Angriffen der 16. Brigade der 8. japanischen Division am Gubeikou-Pass.
Am 9. März führte Chiang Kai-shek Gespräche mit Zhang Xueliang in Baoding über den Widerstand gegen die japanische Invasion. Chiang Kai-shek begann, seine Streitkräfte von seinem Feldzug gegen den Jiangxi-Sowjet wegzuverlegen. Chiang Kai-shek rief auch die 7. Armee von Fu Zuoyi aus Suiyuan herbei. Seine Aktionen kamen jedoch zu spät und die Verstärkungen waren nicht stark genug, um den japanischen Vormarsch aufzuhalten.
Am 11. März stießen die japanische Truppen bis zur Chinesischen Mauer vor. Am 12. März gab Zhang Xueliang seinen Posten an He Yingqin ab, der als neuer Anführer der Nordostarmee die Aufgabe hatte, Verteidigungspositionen entlang der Chinesischen Mauer zu sichern.

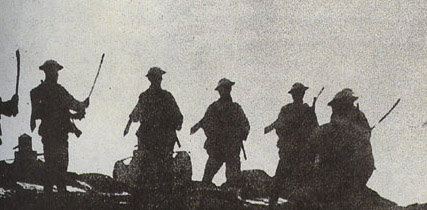
Mit Daos bewaffnete chinesische Soldaten

Über zwanzig Nahkampfangriffe wurden von schwertbewaffneten Soldaten der Nordwestarmee abgewehrt. Am 21. März nahmen die Japaner jedoch den Yiyuankou-Pass ein. Die 29. KMT-Armee wurde am 8. April vom Xifengkou-Pass evakuiert. Am 11. April eroberten japanische Truppen den Lengkou-Pass zurück, nachdem Dutzende von Kämpfen um die Passverteidigung, die chinesischen Streitkräfte in Jielingkou diesen Pass aufgegeben hatten. Die chinesische Armee war im Vergleich zu den Japanern deutlich unterbewaffnet und viele Einheiten waren überwiegend mit Handfeuerwaffen, Handgranaten und traditionellen chinesischen Schwertern mit begrenzten Vorräten an Grabenmörsern und Maschinengewehren. Von der japanischen Armee zurückgeschlagen, zog sich die chinesische Armee am 20. Mai von ihren verbleibenden Stellungen an der Chinesischen Mauer zurück.
Obwohl die Nationalrevolutionäre Armee (NRA) am Ende eine Niederlage erlitt, gelang es mehreren einzelnen NRA-Einheiten die besser ausgerüstete japanische Armee bis zu drei Tage aufzuhalten, bevor sie überrannt wurden. Einigen NRA-Divisionen gelang es auch, kleinere Siege in Pässen wie Xifengkou und Gubeikou zu erringen, indem sie die Wälle nutzten, um Soldaten von einem Sektor zum anderen in der Chinesischen Mauer zu bewegen, genau wie die Soldaten der Ming-Dynastie vor ihnen.

## Nachwirkungen
Am 22. Mai 1933 trafen sich chinesische und japanische Vertreter in Tanggu, Tianjin, um über ein Ende des Konflikts zu verhandeln. Der daraus resultierende Waffenstillstand von Tanggu schuf eine entmilitarisierte Zone, die sich hundert Kilometer südlich der Chinesischen Mauer erstreckte und deren Betreten der chinesischen Armee untersagt war, wodurch die territoriale Sicherheit Chinas erheblich verringert wurde, während die Japaner Aufklärungsflugzeuge oder Bodeneinheiten einsetzen durften. So stellten sie sicher, dass die Chinesen sich daran halten. Darüber hinaus war die chinesische Regierung gezwungen, die de-facto-Unabhängigkeit von Mandschukuo und den Verlust von Rehe anzuerkennen.